# (8712) Suzuko
(8712) Suzuko – planetoida z pasa głównego asteroid okrążająca Słońce w ciągu 5 lat i 205 dni w średniej odległości 3,14 au. Została odkryta 2 października 1994 roku w obserwatorium w Kitami przez Kina Endate i Kazurō Watanabe. Nazwa planetoidy pochodzi od Suzuko Hurukawy (ur. 1935), żony japońskiego astronoma Kiichiro Hurukawy. Przed jej nadaniem plantoida nosiła oznaczenie (8712) 1994 TH2.